# Lloyd Isgrove
Lloyd Jeffrey Isgrove (Yeovil, 12 gennaio 1993) è un calciatore gallese, centrocampista dell'Hume City.

## Carriera

### Club
Ha giocato nella seconda divisione inglese con Sheffield Weds (8 presenze) e Barnsley (16 presenze). Ha inoltre giocato anche una partita in prima divisione con la maglia del Southampton.

### Nazionale
Il 23 aprile 2016 ha giocato nella partita amichevole pareggiata per 1-1 dalla nazionale gallese sul campo dell'Irlanda del Nord; in precedenza, tra il 2013 ed il 2015 aveva giocato nella nazionale gallese Under-21.

## Palmarès

### Club

#### Competizioni nazionali
- Football League Trophy: 4

Peterborough United: 2013-2014
Barnsley: 2015-2016
Portsmouth: 2018-2019
Bolton: 2022-2023
- Campionato inglese di quarta divisione: 1

Swindon Town: 2019-2020